# Porphyria variegata
Die Porphyria variegata (PV) ist eine akute Porphyrieform mit hauptsächlich neuroviszeralen Symptomen und gelegentlichen Unverträglichkeitsreaktionen gegenüber Sonnenlicht. Besonders viele Fälle treten in Südafrika (Gründermutation) auf.
Die PV ist eine angeborene Bildungsstörung des roten Blutfarbstoffs Häm, hervorgerufen durch den Ausfall eines der beiden Gene für das Enzym Protoporphyrinogen-Oxidase (PPO). Durch die Akkumulation von Vorläuferstoffen in der Leber kommt es zu plötzlichen Attacken, vergleichbar den Symptomen der akut intermittierenden Porphyrie (AIP). Die Hautsymptome werden leicht mit denen der Hereditären Koproporphyrie (HCP) verwechselt. Auslösende Faktoren für eine Attacke sind insbesondere Medikamente, aber auch Stress, Alkoholkonsum, Hormone und Hungerzustände.
Die Behandlung ist vergleichbar mit der akuten intermittierenden Porphyrie. Auf Phlebotomie und Chloroquin-Gabe sprechen Patienten mit Porphyria variegata allerdings nicht an.